# Jorge Argentino Fernández
Jorge Argentino Fernández (* 18. Juni 1915 in Buenos Aires; † 20. Mai 2002) war ein argentinischer Bandoneonist, Bandleader und Tangokomponist.

## Leben und Wirken
Fernández hatte als Kind Bandoneonunterricht bei seinem Onkel Reinaldo Peirano, dann bei Anselmo Aieta, der ein Freund seines Vaters war, und schließlich bei Mario Maurano. Im Alter von vierzehn Jahren debütierte er in Aietas Gruppe, wechselte aber bereits nach einigen Monaten in die Bandoneonsektion von Manuel Buzóns Orchester, der zu dieser Zeit  Antonio Ríos, Eduardo Marino und Cachito Presas angehörten. 1932 wurde er Mitglied im Orchester Francisco Lomutos, trat aber zugleich mit dem Orchester Visca-D'Arienzo auf, wo Juan José Visciglio und Domingo Moro seine musikalischen Partner waren.
Achtzehnjährig wurde Fernández Mitglied des Sexteto Germinal, benannt nach seinem Auftrittsort, dem Café Germinal, das als bedeutendstes argentinisches Tangosextett der 1930er Jahre gilt. Es wurde geleitet von dem Geiger Elvino Vardaro, die weiteren Mitglieder waren der Geiger Hugo Baralis, der Bandoneonist Aníbal Troilo, der Kontrabassist Pedro Caracciolo und der Pianist Osvaldo Pugliese. Obwohl äußerst erfolgreich wurde das Sextett bereits 1935 wegen finanzieller Probleme aufgelöst.
Fernández, Troilo and Baralis schlossen sich dem Orchester Angel D’Agostinos an, Fernández kehrte aber bald zu Vardaro zurück. Zu dessen Sextett gehörte u. a. der Bandoneonist Eduardo Marino; als Sänger war Alfredo Marino engagiert. 1938 traten Fernández, Vardaro, Juan Baüer und als Leiter Feliciano Brunelli als Cuarteto del Novecientos auf. 1940–41 spielte Fernández in Rodolfo Biagis Gruppe.
Im Folgejahr leitete Fernández erstmals ein eigenes Orchester beim Sender Radio Mitre. In der Folge erhielt er einen Vertrag bei Radio Belgrano, zugleich Exklusivverträge für drei Jahre beim Café El Nacional und beim Salon des Ambassadeurs. 1946 bildete er ein Duo mit dem Sänger Jorge Ortiz, danach leitete er bis 1950 ein eigenes Orchester bei Radio El Mundo. 1952 entstanden die ersten Aufnahmen mit seinem Orchester beim Label Pampa. 1952 trat er beim Fernsehsender Canal 7 mit dem Sänger Alberto Aguirre auf, der in den 1970er Jahren unter dem Namen Cholo Aguirre bekannt wurde. Weitere Aufnahmen entstanden beim Label Odeon.
Das nachlassende Interesse am Tango in den 1960er Jahren traf auch Fernández. Er konnte sein großes Orchester nicht mehr halten und gründete stattdessen ein Quartett. Er spielte 1967 Aufnahmen beim Label Disc Jockey ein und trat im Folgejahr für eine Saison mit dem Pianisten José Pascual bei Radio Nacional auf. Seine letzte LP entstand im Jahr 1970. Danach widmete er sich ganz seiner Laufbahn bei der Erdölgesellschaft Yacimientos Petrolíferos Fiscales.